# پرده (ساز)

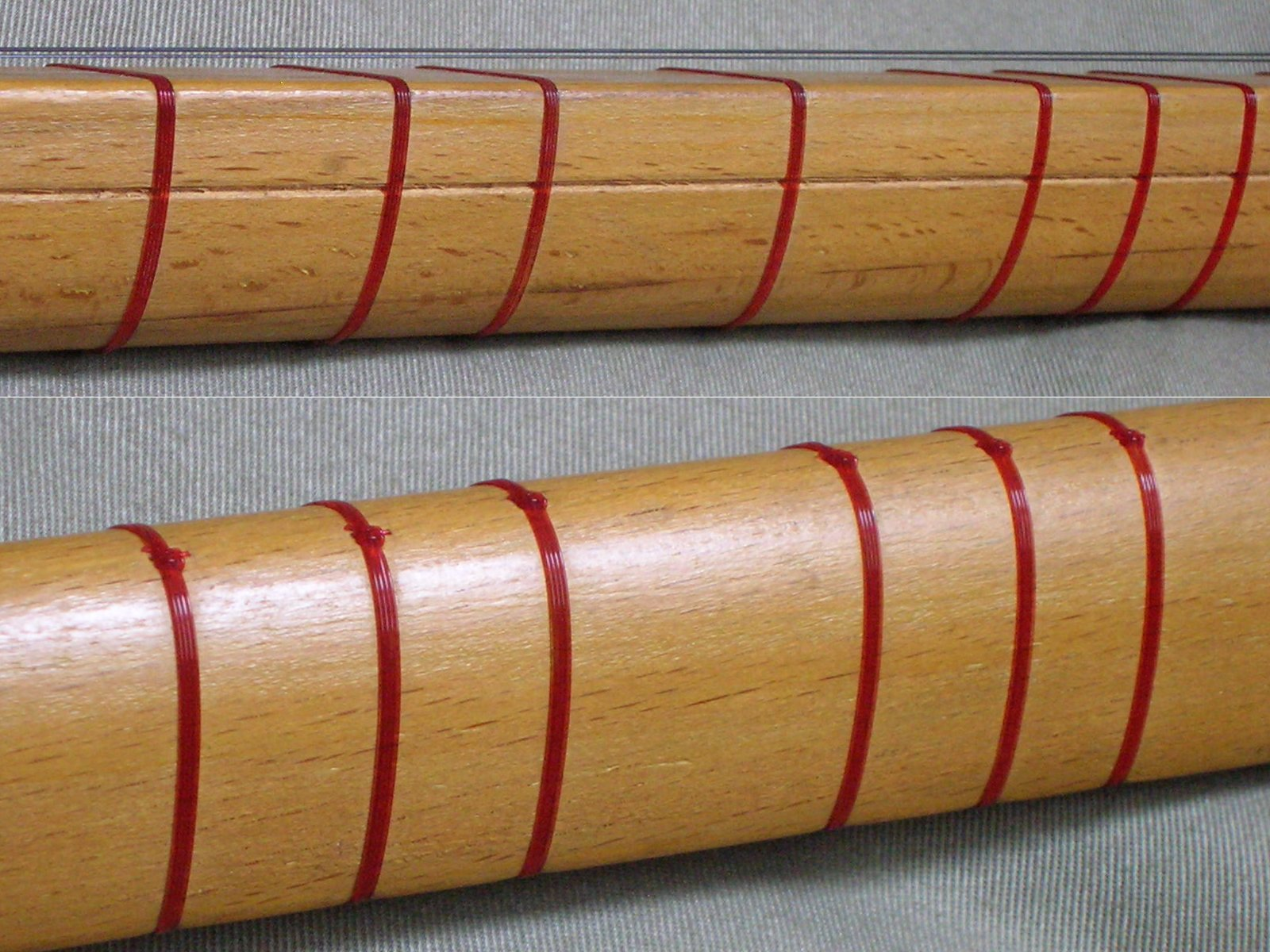
نمایی از دستهٔ یک باغلاما با بندهای پلاستیکی

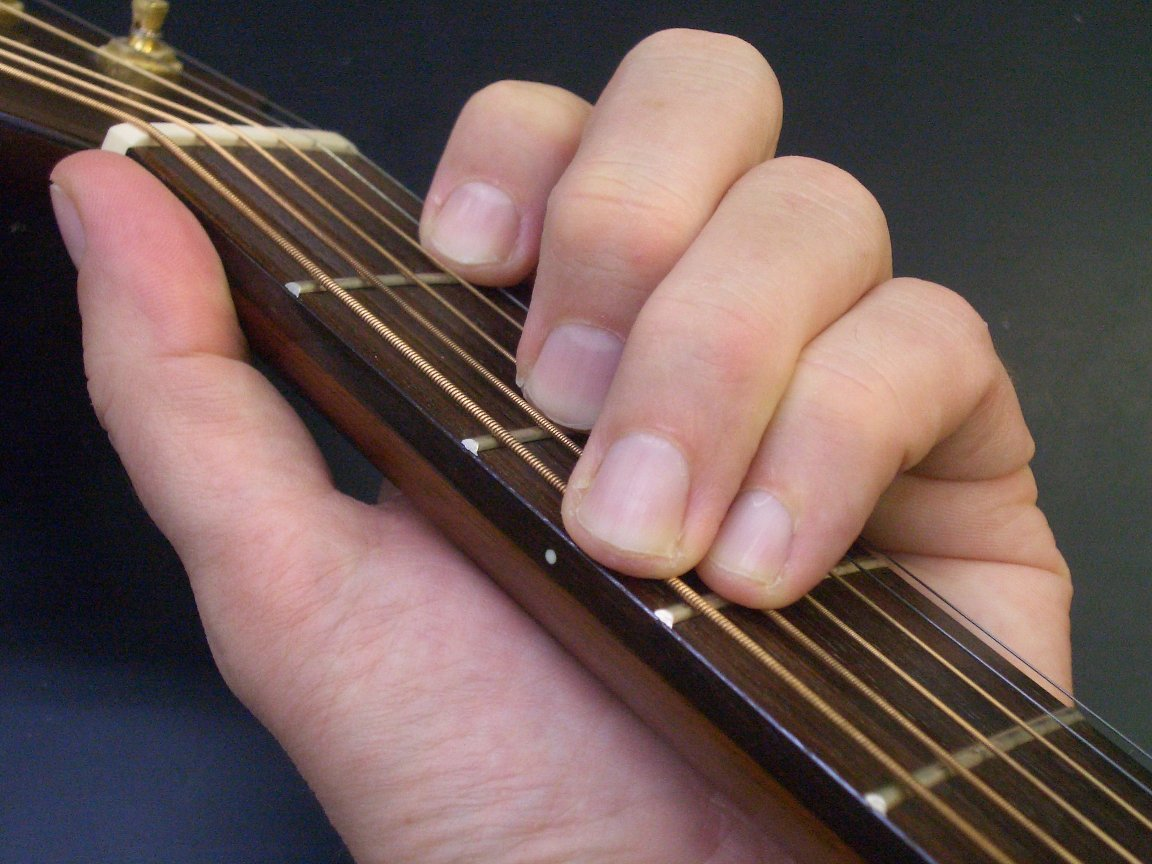
نمایی از دستهٔ یک گیتار با پرده‌های فلزی

در سازهای زهی، پرده یا بند قسمت‌های برجسته‌ای روی دستهٔ ساز است که به کمک آن نوازنده محل انگشت خود را روی دستهٔ ساز تنظیم می‌کند تا نت‌ها را به درستی بنوازد. معمولاً پرده‌ها در تمام طول دستهٔ ساز قرار داده می‌شوند. هر پرده نشانه یک نت است که اکثر ساز‌ها ندارند یا قابل گذاشتن نیست(مثل ویولن) و این کار نواختن ساز را دشوارتر و حرفه‌ای‌تر می‌کند.
بیشتر گیتار الکتریک ۲۱ ، ۲۲ یا ۲۴ پرده و گیتار آکوستیک ۲۰ پرده دارند.
پرده نواری فلزی یا چوبی یا استخوانی است که بر روی رودسته تعبیه می‌شود یا رشته‌هایی از جنس روده یا ابریشم که دور دستهٔ ساز در فواصل معین بسته می‌شوند تا بتوان به‌کمک آن‌ها سیم‌ها را برای تولید نغمه‌های مشخص‌شده در جای مناسب گرفت. به پرده، دَستان و در برخی سازها نظیر گیتار به آن فرت (به انگلیسی: fret) هم گفته می‌شود.
تمام سازهای زهی دارای پرده نیستند. بعضی انواع گیتار — معروف به گیتار بی‌پرده و تمام انواع ویولون، جزو سازهای بدون پرده به‌شمار می‌آیند. همچنین برخی از انواع رباب تنها در قسمتی از دستهٔ خود دارای پرده هستند.

## جنس پرده
پرده در سازهای شرقی مثل سه تار یا باغلاما معمولاً از جنس رشته‌های تابیده روده گوسفند، نخ یا پلاستیک است که چند بار به دور دستهٔ ساز پیچیده شده و سپس در پشت دستهٔ ساز گره زده می‌شود. این نوع پرده‌ها قابل جا به جا کردن هستند و به ساز قابلیت اجرا در دستگاه‌های مختلف را می‌دهند.
در سازهای جدیدتر نظیر انواع گیتار، پرده‌ها از جنس فلز هستند و در خود دستهٔ ساز جاسازی شده‌اند.